# Фудзивара-но Норимити
Фудзивара-но Норимити (яп. 藤原 教通, 29 июля 996 — 6 ноября 1075) — японский аристократ, государственный деятель эпохи Хэйан. Сын Фудзивара-но Митинага и Минамото-но Ринси, дочери Минамото-но Масанобу. Брат Фудзивара-но Ёримити, императрицы Сёси (жена императора Итидзё) и императрицы Кенси (жена императора Сандзё). В 1068 году Норимити стал кампаку (регентом), выдав свою дочь замуж за императора Го-Рэйдзэя. Однако, когда на престол взошёл император Го-Сандзё, не являющийся родственником рода Фудзивара, Норимити потерял свою власть при дворе. Его отстранение от власти способствовало упадку рода Фудзивара в дальнейшем.